# Summertree
Summertree è un film del 1971 diretto da Anthony Newley.